# 2009년 사모아 지진

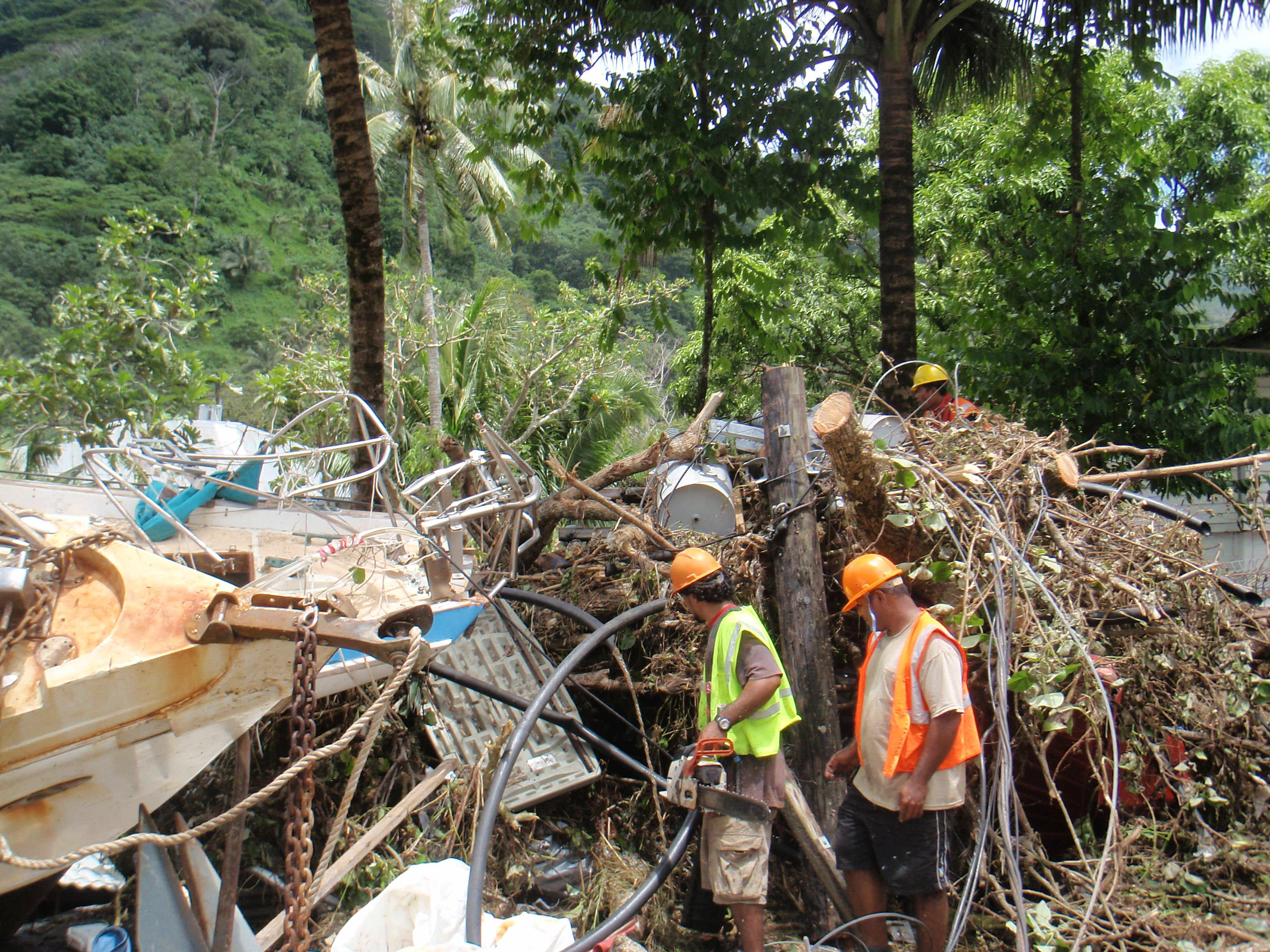

2009년 사모아 지진(2009 Samoa earthquake)과 쓰나미는 케르마데크-통가 침입대에 근접한 남태평양에서 발생한 지진이다. 광활한 지역에 해저 지진이 발생했고 모멘트 규모는 8.1이며 최대 메르칼리 진도는 강함(VI)이다. 2009년 최대의 지진이었다.
지진해일을 일으켜 사모아, 아메리칸사모아, 통가에 상당한 위험과 손실을 미쳤다. 태평양 지진해일 경보 센터는 진앙 주변에서 해발 76밀리미터 상승을 기록했다고 밝혔다.

## 같이 보기
- 2022년 훙가통가 해저화산 분화
- 2018년 술라웨시 지진